# Charles Epstein
Charles Epstein (Filadélfia, 3 de setembro de 1933 – Tiburon, 15 de fevereiro de 2011) foi um geneticista norte-americano que foi gravemente ferido em 1993 quando foi vítima de um atentado a bomba pelo correio planejado por Theodore Kaczynski, conhecido como "Unabomber". Epstein morreu de câncer no pâncreas.